# Johannes Birk
Johannes Birk (5 settembre 1893 – Herning, 18 febbraio 1961) è stato un ginnasta danese.

## Palmarès

### Olimpiadi
- 1 medaglia:
  - 1 argento (Anversa 1920 nel concorso svedese a squadre)